# Hrabstwo Vanderburgh

Piramida wieku hrabstwa

Hrabstwo Vanderburgh (ang. Vanderburgh County) – hrabstwo położone w stanie Indiana w Stanach Zjednoczonych. Zostało założone w 1818 roku, jego nazwa została nadana na cześć Henry Vanderburgha. Stolica hrabstwa znajduje się w mieście Evansville.

## Miasta
- Evansville
- Darmstadt

## CDP
- Highland
- Melody Hill

## Sąsiadujące hrabstwa
- Gibson
- Warrick
- Henderson w stanie Kentucky
- Posey